# Michael Schubert
Michael Schubert (* 27. August 1986 in Bamberg) ist ein deutscher Schwimmer. Seine Spezialdisziplin ist das Freistilschwimmen, insbesondere 50 und 100 m.
Er wechselte 2004 von der SG Bamberg zum SV Bayreuth und trainierte bis 2009 bei Olaf Bünde.
Von 2007 bis 2013 studierte er an der Universität Bayreuth Materialwissenschaften. Im Oktober 2013 schloss er sein Studium als Dipl.-Ing. erfolgreich ab und promovierte dort am Lehrstuhl für Funktionsmaterialien.

## Erfolge
- 2004	Deutscher Jahrgangsmeister über 100 m Freistil. Jugend-Vizeeuropameister mit der 4 × 100-m-Freistilstaffel in Lissabon
- 2004 3. Platz beim Weltcup in Melbourne über 200 m Freistil. Teilnahme an den Kurzbahneuropameisterschaften in Wien
- 2005	Deutscher Juniorenmeister über 100 m Freistil
- 2006	Deutscher Vizemeister über 100 m Freistil. Teilnahme an den Kurzbahneuropameisterschaften in Helsinki
- 2007	Teilnahme an den Weltmeisterschaften in Melbourne

| Personendaten    | Personendaten       |
| ---------------- | ------------------- |
| NAME             | Schubert, Michael   |
| KURZBESCHREIBUNG | deutscher Schwimmer |
| GEBURTSDATUM     | 27. August 1986     |
| GEBURTSORT       | Bamberg             |